# Ostotán
Ostotán är en ort i Mexiko.   Den ligger i kommunen Teocaltiche och delstaten Jalisco, i den centrala delen av landet, 400 km nordväst om huvudstaden Mexico City. Ostotán ligger 1 733 meter över havet och antalet invånare är 202.
Terrängen runt Ostotán är en högslätt. Runt Ostotán är det ganska glesbefolkat, med 42 invånare per kvadratkilometer. Närmaste större samhälle är Teocaltiche, 17,2 km nordost om Ostotán. I omgivningarna runt Ostotán växer huvudsakligen savannskog.